# 비디오포엣
비디오포엣(VideoPoet)은 구글 리서치에서 2023년 비디오 제작을 위해 개발한 대형 언어 모델이다. 정지 이미지를 애니메이션화하도록 요청할 수 있다. 이 모델은 텍스트, 이미지, 비디오를 입력으로 받아들이며, 모든 입력에 대해 모든 형식으로 생성된 콘텐츠에 기능을 추가하는 프로그램을 포함한다. 비디오포엣은 2023년 12월 19일에 공식 발표되었다. 이 모델은 자기회귀 언어 모델을 사용한다.